# Comté de Carlisle
Le comté de Carlisle est un comté de l'État du Kentucky, aux États-Unis, fondé en 1886.